# Багатоцільовий корвет проєкту 58200
Багатоцільовий корвет проєкту 58200 (шифр «Гайдук-21») — перспективний бойовий корабель, розроблений миколаївським державним підприємством «Дослідно-проєктний центр кораблебудування» (ДП "ДПЦК"). Призначений для дій в закритих морях і прибережних районах відкритих морів для боротьби з надводними кораблями і підводними човнами; бойової охорони (протиповітряної, протичовнової, протиракетної й протидесантної оборони) районів базування сил флоту, формування десантних загонів і конвоїв, районів дій мінно-тральних сил; бойової охорони конвоїв цивільних суден або десантних загонів на переході морем; ведення технічної розвідки; участь в миротворчих операціях ООН і операціях із забезпечення безпеки судноплавства, боротьби з піратством і т.п.
В мирний час корабель може залучатися до патрулювання в морській виключній економічній зоні, участі в охороні державного кордону, попередження незаконної міграції, контрабанди, перевезення наркотичних речовин.
Корабель проєкту 58200, більше відомий, як проєкт «Гайдук-21» (гайдук – озброєний повстанець у Східній Європі) розроблявся спільно з заводом «Ленінська кузня» (ЗЛК), як продовження серії кораблів проєкту 1124М «Альбатрос». Будівництво «Альбатросів» на ЗЛК було розпочате ще в радянський час, а останні кораблі серії («Луцьк» і «Тернопіль») були включені до складу ВМС України. Проєкт 58200 задумувався, як продовження серії «Альбатросів» зі схожими розмірами й водотоннажністю (1200 т), але з принципово новим озброєнням і енергетичною установкою. Проєкт корабля був розроблений в 2002 році. Його було запропоновано українським військовим, але їм було не до того, на той час якраз ділили Чорноморський флот і ВМС України були зайняті проблемою – що з цього «добра» залишити собі, а що розібрати й продати на брухт. Тому цей проєкт залишився незатребуваний, але розробники не полишали його й активно пропонували на експорт.

## Історія
Від 1992 року на замовлення Міністерства оборони в різних проєктних організаціях України відпрацьовувались декілька варіантів проєктів кораблів класу "корвет". Але жоден із запропонованих не задовольнив національні військово-морські сили. Більше того, вже наприкінці 90-х років стало очевидним: в галузі проєктування корветів у вітчизняного ОПК і в самому флоті настала криза. Оборонна промисловість фактично вичерпала старий, ще радянський, науково-технічний потенціал, а військовий моряк залишився без засобів для проведення перспективних науково-дослідних конструкторських робіт для відпрацювання нових напрямів в галузі створення військово-морських озброєнь.
Державною програмою реформування й розвитку збройних сил України на період до 2015 року, а також проєктів вітчизняних кораблебудівних програм, пріоритетним надводним кораблем для військово-морських сил України розглядався корвет - бойовий надводний корабель, водотоннажністю від 600 до 2000 т, оснащений засобами виявлення й ураження цілей в повітрі, на воді й під водою.
Однак робота представників українського ОПК з іноземними партнерами, участь в міжнародних тендерах і виставках сприяли тому, що проєктанти кораблів вивчали не тільки перспективні сучасні зразки озброєння й військової техніки, але й впритул мали справу з вимогами іноземних військово-морських сил до кораблів класу "корвет" і відповідно технічною документацією.
Завдяки цьому спеціалісти Казенного дослідно-проєктного центру кораблебудування (КДПЦК) змогли конкретно сформулювати завдання, які має вирішувати вітчизняний корабель класу "корвет", визначили його вигляд і тактико-технічні характеристики. Ці ідеї знайшли своє відображення в розробленому КДПЦК проєкті перспективного корабля класу "корвет", який отримав умовну назву "Гайдук-21". "Батьком" проєкту став Сергій Кривко, головний конструктор проєктів Казенного дослідно-проєктного центру кораблебудування (м. Миколаїв).

## Будова, оснащення і кількість особового складу
Корпус корвета "Гайдук" - традиційний "монохал" з продовженим півбаком, інтегральною надбудовою й розвиненими фальшбортами, які прикривають озброєння й палубні механізми. Непотоплюваність корабля й аварійна стійкість забезпечуються за затоплення двох будь-яких суміжних відсіків. Для дій в умовах застосування зброї масового ураження на кораблі облаштовується зона колективного захисту цитадельного типу. Матеріал корпусу - високолегована кораблебудівна сталь. Надбудова виготовляється з морського стійкого до корозії легкого сплаву, а тумбоподібна щогла й фальшборти - з композитного матеріалу. Все це дозволяє значно знизити радіолокаційну помітність корабля.
Також слід зазначити, що проєктом передбачена, в принципі, необмежена мореплавність корабля, в результаті чого застосування озброєння на всіх досяжних швидкостях ходу можливе за хвилювання моря до 5-ти балів включно. Для цього корабель оснащується активним гамівником гойдання.
На "Гайдуку" застосована комбінована двовальна дизель-газотурбінна установка схеми CODAG (вдосконалена версія відомої установки М15), в складі якої використовуються сучасні дизелі фірми MTU серії 4000, а також перспективні газові турбіни й багатошвидкісні редуктори розробки ДП НВКГ "Зоря-Машпроект". Швидкість ходу до 20 вузлів забезпечується роботою дизелів.
З метою зниження рівня підводного шуму головні й допоміжні механізми будуть встановлені із застосуванням докаскадної амортизації. Головні дизелі й дизель-генератори розміщуються в звукоізолюючих укриттях. На кораблі відсутній димар традиційної конструкції, що дозволило значно знизити теплову помітність судна.
Кількість штатних посад корабля відповідає діючим стандартам ВМС НАТО, а принцип розміщення житлових і санітарно-гігієнічних приміщень дозволить прийняти до складу екіпажу до 20% осіб жіночої статі.
Також проєктом передбачається реалізація комплексу заходів із забруднення навколишнього середовища.

## Озброєння
Для ураження надводних цілей на дальність до 130 км на кораблі встановлюється російський протикорабельний ракетний комплекс "Уран-Е". Боротьба з повітряними цілями в зоні (до 10 км) ближній, а також самооборона, в тому числі від низьколетючих протикорабельних ракет, буде забезпечуватися зенітним комплексом рубежу ближнього "Каштан-М", також російського виробництва. В носових секторах (недосяжних для "Каштана") корабель буде прикритий 30-мм 6-ти ствольною артилерійською установкою АК-630М.
Для ураження надводних, наземних і повітряних цілей на відстані до 20 км на кораблі встановлюється артилерійський комплекс у складі 100-мм полегшеної автоматичної артилерійської установки А190е (Росія) й оптронно-радіолокаційної системи керування стрільбою "Леопард-К" (Україна). До складу боєприпасів артустановки А190е входить керований снаряд, який суттєво збільшує можливість гармати в боротьбі з повітряними цілями.
Для ураження підводних човнів на відстані до 10 км будуть встановлені два спарені торпедні апарати калібру 324 мм, які забезпечують стрільбу самонавідними торпедами.
На кораблі передбачається тимчасове базування корабельного багатоцільового гелікоптера середнього класу масою до 6 т (типу Lynx або Dauphine). Для посадки гелікоптера в складних метеоумовах передбачена спеціальна оптична система забезпечення посадки, а також система фіксації й примусової посадки гелікоптера.
Оцінка бойової ефективності корвета "Гайдук" показала, що його ТТХ (для свого діапазону водотоннажності) знаходяться на рівні кращих світових зразків. Застосований у проєкті комплекс заходів зі зниження фізичних полів і зменшення помітності не має аналогів у вітчизняному кораблебудуванні за обсягом впровадження сучасних "стелс-технологій".

## Терміни виконання робіт і ціна корабля
Виходячи з техніко-економічних показників ПАТ "Завод "Ленінська кузня", розрахункова тривалість будівництва головного корабля складає 36 місяців, а темп будівництва - один корабель на два роки. Такий темп будівництва кораблів для національних ВМС запропонований виходячи з прогнозу економічного становища в Україні. За нормального фінансування можливе планування здачі одного корабля щорічно.
Орієнтовна вартість будівництва головного корвета "Гайдук" складає близько 125 млн. у.о. Вартість серійного корабля (5-го в серії) складе 110 млн. у.о. 

## Експортний потенціал
Експортний потенціал такого корабля, як корвет "Гайдук", достатньо значний. Не таємниця, що перш ніж з цим проєктом ознайомився український військовий моряк, інтерес до ного виявив особисто прем'єр-міністр Малайзії, потім керівництво ВМС Індонезії, нещодавно й сам султан Брунею. Однак, хочеться сподіватися, що все ж головним замовником цього корвета стануть військово-морські сили України.

## Спеціальне устаткування
Для виявлення повітряних (в зоні до 110 км) і надводних цілей (в зоні до 300 км) керування вогнем малокаліберної артилерії на кораблі встановлюється багатофункціональний активно-пасивний радіо- й оптико-електронний комплекс "Мушкет-МЕК" (Україна).
Гідроакустична станція "Босфор" (Україна) буде забезпечувати виявлення й одночасне супроводження до 8 підводних цілей на дистанції до 15 км і більше, в тому числі під шаром температурного стрибка.
Для цілей радіоелектронної боротьби буде застосована система радіотехнічної обстановки і радіоелектронної протидії ТК-25-1Е (Росія). Для постановки пасивних перешкод і оманливих цілей радіолокаційним станціям наведення, а також радіолокаційній й телевізійній голівкам самонаведення протикорабельних ракет, на кораблі встановлюється комплекс постановки пасивних перешкод ПК-10.
Для протидії боєприпасам з лазерними голівками наведення встановлюється комплекс оптико-електронної протидії "Каштан-3" (Україна).
Для забезпечення радіозв'язку з кораблями, береговими командними пунктами й допоміжною авіацією, а також внутрішньо-корабельного зв'язку, на корветі буде встановлено автоматизований комплекс зв'язку (Україна).
Для вирішення навігаційних завдань на кораблі буде встановлена система навігаційного обладнання, яке включає також дві навігаційні РЛС (Україна).
Для автоматизації бойової діяльності командного складу на кораблі буде встановлена бойова інформаційна керуюча система.

## Тактико-технічні характеристики
- довжина найбільша - 85,47 м
- довжина за КВЛ - 70,8 м
- ширина найбільша - 10,15 м,
- ширина за КВЛ - 9,5 м
- висота борту на міделі - 8,0 м,
- осадка за КВЛ - 3,1 м
- осадка максимальна для повної водотоннажності з урахуванням занурення бульбового обтічника - 5,84 м

Водотоннажність
- стандартна - 1040 т
- повна - 1200 т
- швидкість повного ходу - не менше 32 вузлів
- техніко-економічна швидкість - 14 вузлів
- дальність плавання - 3500 миль
- автономність за запасами продовольства - 10 діб
- повна місткість амбарів продовольства забезпечує збільшення автономності до 15 діб
- Екіпаж - 52 (86) ос (в тому числі офіцерів - 10 ос., мічманів - 22 ос.)